# Campeonato Mundial de Patinaje Artístico sobre Hielo de 2016
El CVI Campeonato Mundial de Patinaje Artístico se celebró en Boston (Estados Unidos) entre el 28 de marzo y el 3 de abril de 2016 bajo la organización de la Unión Internacional de Patinaje sobre Hielo (ISU) y la Federación Estadounidense de Patinaje sobre Hielo.
Las competiciones se realizaron en el pabellón deportivo TD Garden de la ciudad estadounidense.

## Calendario
- Hora local de Boston (UTC-5).

| Programa corto | Programa libre |

| Fecha       | Hora  | Evento             |
| ----------- | ----- | ------------------ |
| 30 de marzo | 10:45 | Danza sobre hielo  |
| 30 de marzo | 18:15 | Masculino          |
| 31 de marzo | 12:10 | Femenino           |
| 31 de marzo | 19:30 | Danza sobre hielo  |
| 1 de abril  | 13:15 | Parejas            |
| 1 de abril  | 18:45 | Masculino          |
| 2 de abril  | 12:54 | Parejas            |
| 2 de abril  | 19:00 | Femenino           |
| 3 de abril  | 14:00 | Gala de exhibición |

## Resultados

### Masculino
| Puesto | Nombre           | País   | Puntos |
| ------ | ---------------- | ------ | ------ |
| Oro    | Javier Fernández | España | 314,93 |
| Plata  | Yuzuru Hanyu     | Japón  | 295,17 |
| Bronce | Jin Boyang       | China  | 270,99 |

### Femenino
| Puesto | Nombre               | País           | Puntos |
| ------ | -------------------- | -------------- | ------ |
| Oro    | Yevgueniya Medvedeva | Rusia          | 223,86 |
| Plata  | Ashley Wagner        | Estados Unidos | 215,39 |
| Bronce | Anna Pogorilaya      | Rusia          | 213,69 |

### Parejas
| Puesto | Nombre                        | País     | Puntos |
| ------ | ----------------------------- | -------- | ------ |
| Oro    | Meagan Duhamel Eric Radford   | Canadá   | 231,99 |
| Plata  | Sui Wenjing Han Cong          | China    | 224,47 |
| Bronce | Aliona Savchenko Bruno Massot | Alemania | 216,17 |

### Danza en hielo
| Puesto | Nombre                                | País           | Puntos |
| ------ | ------------------------------------- | -------------- | ------ |
| Oro    | Gabriella Papadakis Guillaume Cizeron | Francia        | 194,46 |
| Plata  | Maia Shibutani Alex Shibutani         | Estados Unidos | 188,43 |
| Bronce | Madison Chock Evan Bates              | Estados Unidos | 185,77 |

## Medallero
| Núm. | País           | Oro | Plata | Bronce | Total |
| ---- | -------------- | --- | ----- | ------ | ----- |
| 1    | Rusia          | 1   | 0     | 1      | 2     |
| 2    | Canadá         | 1   | 0     | 0      | 1     |
| 2    | España         | 1   | 0     | 0      | 1     |
| 2    | Francia        | 1   | 0     | 0      | 1     |
| 5    | Estados Unidos | 0   | 2     | 1      | 3     |
| 6    | China          | 0   | 1     | 1      | 1     |
| 7    | Japón          | 0   | 1     | 0      | 1     |
| 8    | Alemania       | 0   | 0     | 1      | 1     |
|      | TOTAL          | 4   | 4     | 4      | 4     |